# Сіді-Бузід
Сіді-Бузід (араб. سيدي بوزيد) — місто в Тунісі, центр однойменного вілаєту. Населення — 39 915 чол. (2004).